# Lithosia fukienica
Lithosia fukienica är en fjärilsart som beskrevs av Daniel 1954. Lithosia fukienica ingår i släktet Lithosia och familjen björnspinnare. Inga underarter finns listade i Catalogue of Life.